# Far breton
Il far breton è un dessert francese tradizionale della Bretagna.

## Caratteristiche

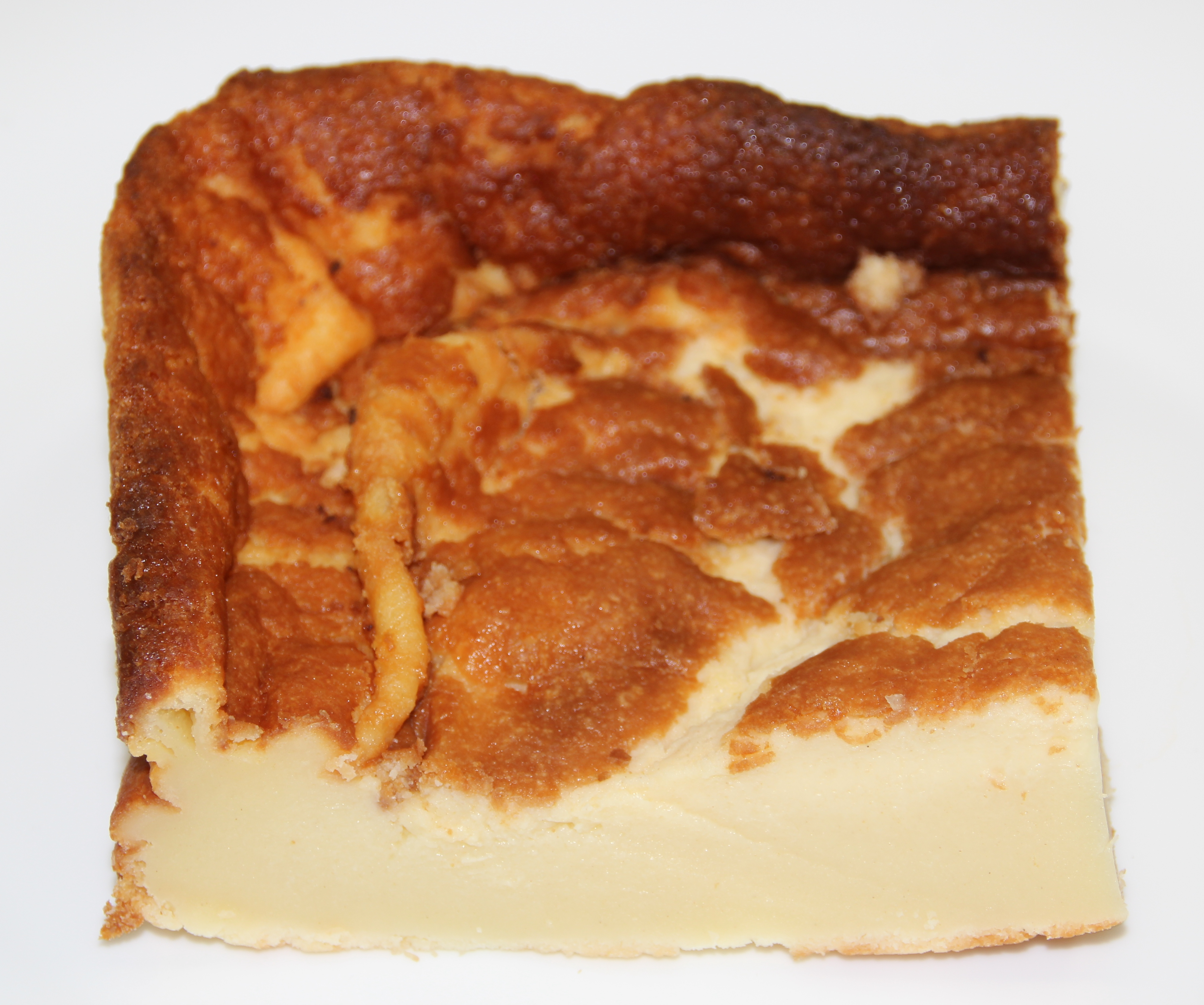
Far breton liscio

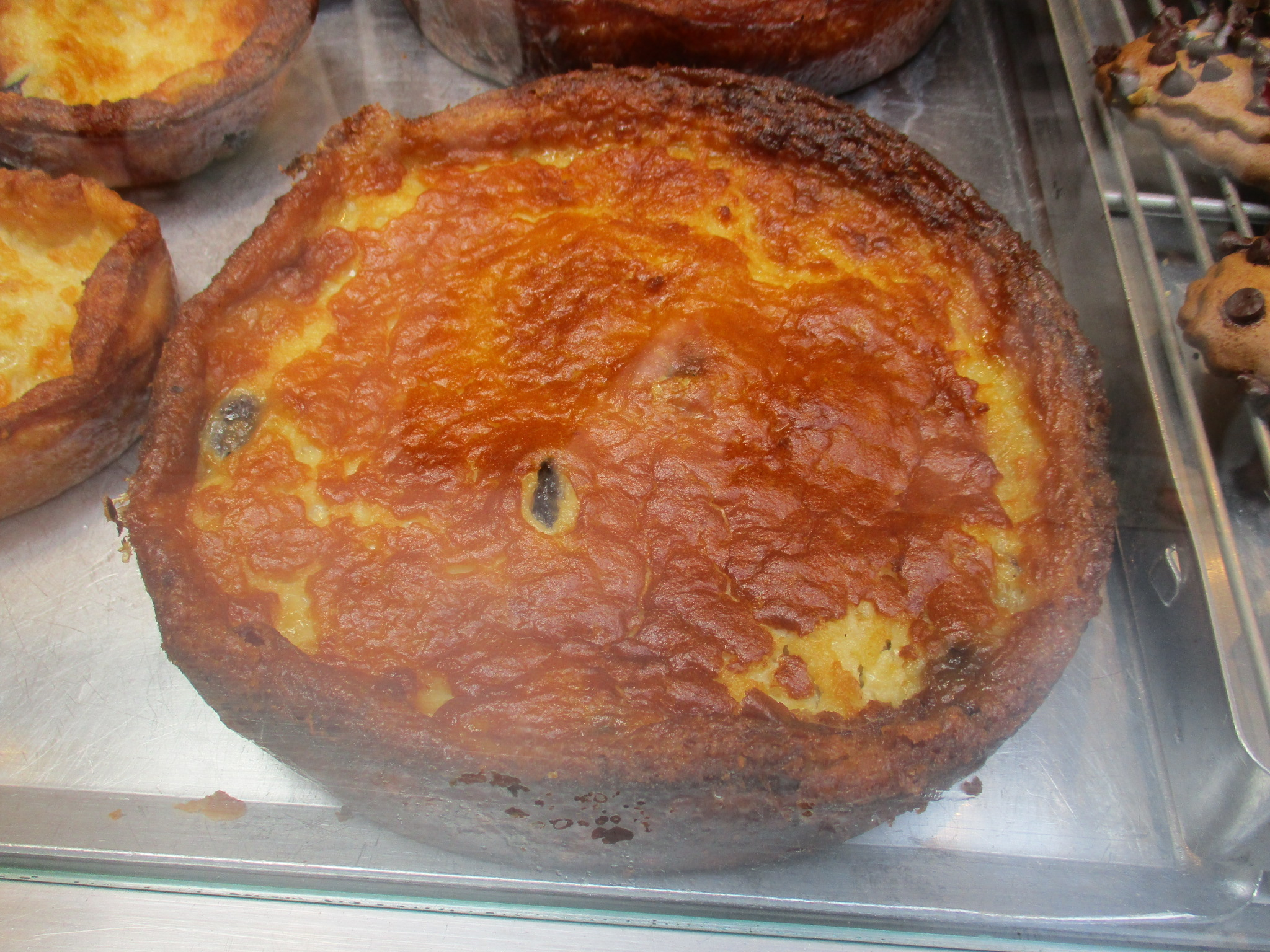
Far breton alle prugne

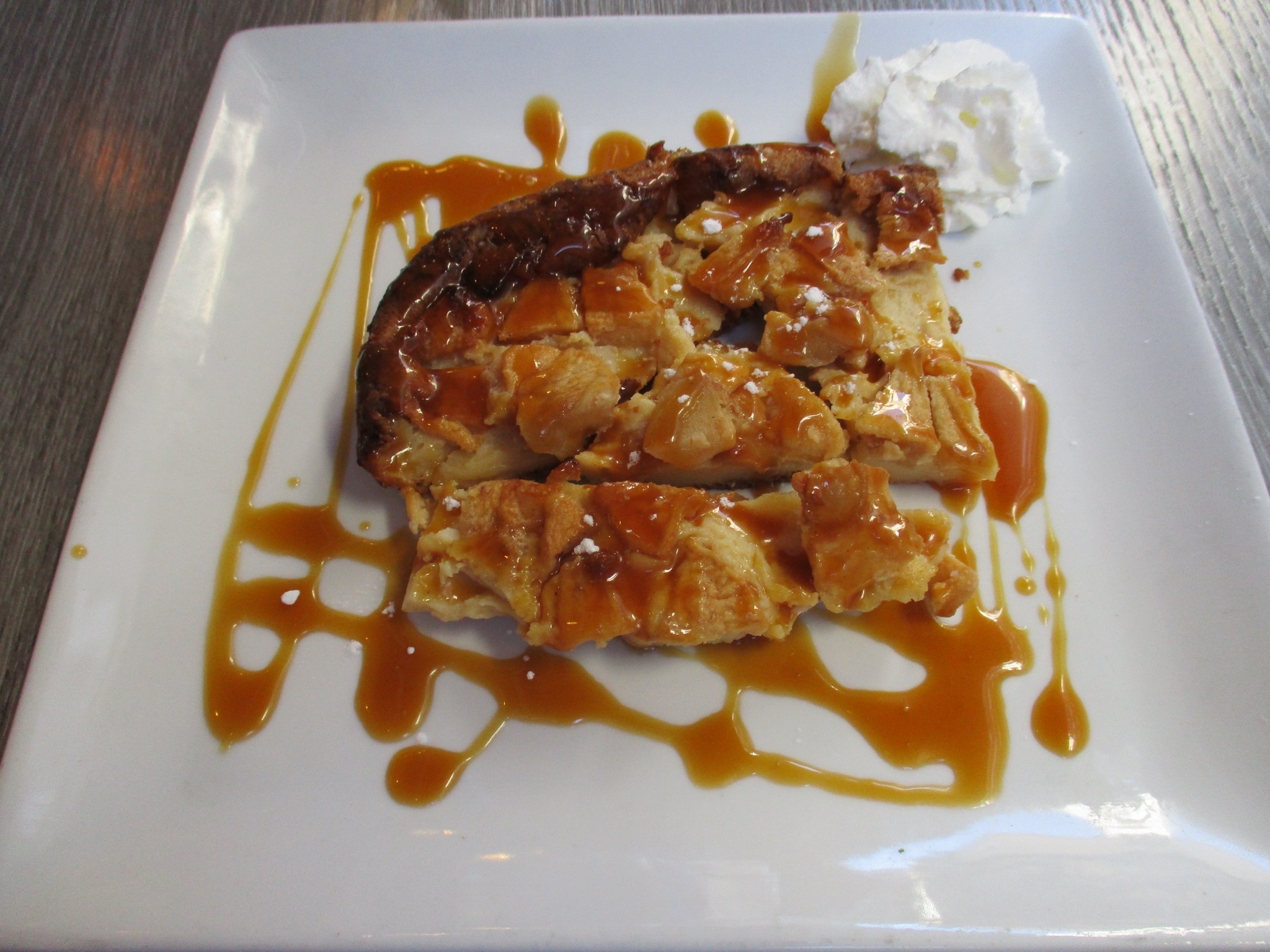
Far breton alle mele e caramello salato

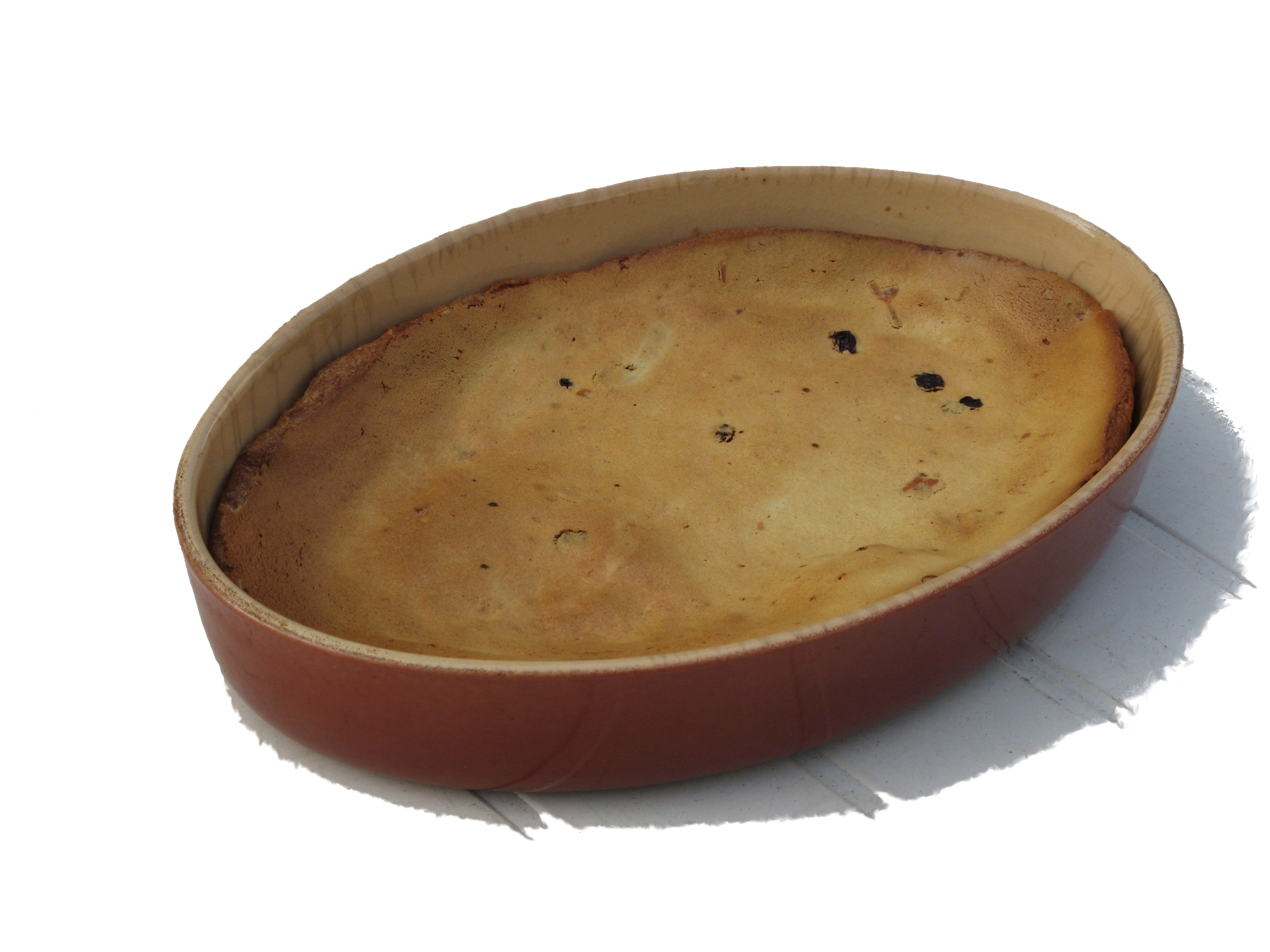
Far aux raisins

Il far breton presenta una pastella simile a quella del clafoutis ed è guarnito con una crema pasticcera dalla consistenza simile a quella di un flan, prugne o altra frutta disidratata a piacere e zucchero a velo. Il dolce può essere insaporito con il liquore.